# Beresin B-20
Die Beresin B-20 (Березин Б-20) war eine von den sowjetischen Luftstreitkräften eingesetzte 20-mm-Maschinenkanone.

## Entwicklung
Die B-20 wurde 1944 von Michail Jewgenijewitsch Beresin aus der Beresin UB im Kaliber 12,7 mm entwickelt, indem deren Kaliber auf die 20-mm-Patrone der SchWAK erweitert wurde. Abgesehen vom Kaliber wurde die Konstruktion komplett übernommen. Somit wurde die B-20 ebenfalls mechanisch oder pneumatisch bedient und war als synchronisierte oder unsynchronisierte Variante erhältlich. Während des Zweiten Weltkrieges wurde sie unter anderem in Kampfflugzeugen des Typs Lawotschkin La-7 oder Jakowlew Jak-3 eingesetzt. Im Jahr 1946 wurde eine elektrische Zündung für die B-20 entwickelt, um sie bis zur Verfügbarkeit der Nudelman-Richter NR-23 in den Geschütztürmen des Bombers Tupolew Tu-4 verwenden zu können. Die B-20 war ein willkommener Ersatz für die SchWAK, da sie bei gleicher Mündungsgeschwindigkeit und Kadenz um 15 Kilogramm leichter war.

## Technische Daten
- Typ: einläufige Maschinenkanone
- Funktion: Gasdrucklader
- Kaliber: 20 × 99 mm
- Kadenz: 800 Schuss pro Minute
- Mündungsgeschwindigkeit: 750–770 m/s
- Gewicht: 25 kg

## Referenzen
- Широкоград А.Б.: История авиационного вооружения Харвест (Schirokograd A.B. (2001) Istoria awiazionnogo wooruschenia Charwest. ISBN 985-433-695-6) (History of aircraft armament)